# John Busolo
John Busolo (ur. 13 marca 1965) – kenijski piłkarz grający na pozycji bramkarza. W swojej karierze rozegrał 9 meczów w reprezentacji Kenii.

## Kariera klubowa
Swoją karierę piłkarską Busolo rozpoczął w klubie AFC Leopards, w barwach którego zadebiutował w 1987 roku w kenijskiej pierwszej lidze. W sezonach 1988 i 1989 wywalczył z nim dwa mistrzostwa Kenii. W latach 1990–1991 był piłkarzem Bandari FC, a w latach 1992-1994 ponownie występował w AFC Leopards. W sezonie 1992 po raz trzeci został z nim mistrzem kraju. W latach 1995–1998 był zawodnikiem południowoafrykańskiego Qwa Qwa Stars.

## Kariera reprezentacyjna
W reprezentacji Kenii Busolo zadebiutował 9 marca 1990 roku w przegranym 0:2 grupowym meczu Pucharu Narodów Afryki 1990 z Kamerunem, rozegranym w Annabie. Był to jego jedyny rozegrany mecz na tym turnieju. 
W 1992 roku Busolo został powołany do kadry na Puchar Narodów Afryki 1992. Zagrał w nim w dwóch meczach grupowych: z Nigerią (1:2) i z Senegalem (0:3). Od 1990 do 1996 wystąpił w kadrze narodowej 9 razy.